# Nellia simplex
Nellia simplex is een mosdiertjessoort uit de familie van de Quadricellariidae. De wetenschappelijke naam van de soort is voor het eerst geldig gepubliceerd in 1852 door Busk.